# Jari Europaeus
Jari Europaeus (født 29. december 1962 i Helsinki, Finland) er en finsk tidligere fodboldspiller (forsvarer), der i 1989 blev kåret til Årets Spiller i Finland.
Europaeus tilbragte sin karriere i henholdsvis hjemlandet og i Sverige, og var blandt andet tilknyttet HJK Helsinki i sin fødeby i sammenlagt otte sæsoner. Han vandt tre finske mesterskaber med klubben. Han spillede desuden 56 kampe for Finlands landshold.

## Titler
Veikkausliiga
- 1981, 1990 og 1992 med HJK Helsinki

Finsk pokal
- 1981, 1984 og 1993 med HJK Helsinki